# Geoffrey Leonard Cheshire
Geoffrey Leonard Cheshire, britanski letalski častnik in vojaški pilot, * 7. september 1917, † 31. julij 1992.